# Resolutie 628 Veiligheidsraad Verenigde Naties
Resolutie 628 van de Veiligheidsraad van de Verenigde Naties werd unaniem aangenomen op 16 januari 1989.

## Achtergrond
In 1975 werd Angola onafhankelijk van Portugal. De onafhankelijkheidsbewegingen, die tot dan toe tegen Portugal hadden gevochten, keerden zich nu tegen elkaar in het wedijveren om de macht. De situatie evolueerde tot een typisch Koude Oorlog-conflict. De MPLA, die erin slaagde de macht te grijpen, werd gesteund door Cuba en de Sovjet-Unie. De FNLA werd gesteund door de Verenigde Staten, en UNITA door Zuid-Afrika. Het laatstgenoemde land bezette ook een deel van Zuid-Angola, en had als ultiem doel het creëren van bondgenoten rond het eigen land om het apartheidssysteem in de nabije toekomst veilig te stellen. 
In 1976 viel ook Cuba Angola binnen met tienduizenden troepen. Die keerden het tij voor de MPLA en Zuid-Afrika trok zich terug. In 1988 volgde een nieuwe Cubaanse interventie tegen UNITA. Onder Amerikaanse bemiddeling werd een akkoord bereikt waarna Cuba zijn troepen terugtrok.

## Inhoud
De Veiligheidsraad:
- herinnert aan resolutie 626;
- neemt akte van het akkoord tussen Angola, Cuba en Zuid-Afrika dat op 22 december 1988 werd ondertekend;
- neemt ook nota van het akkoord tussen Angola en Cuba van 22 december 1988;
- benadrukt het belang van deze akkoorden om de wereldvrede te versterken;

1. verwelkomt het akkoord tussen Angola, Cuba en Zuid-Afrika enerzijds en Angola en Cuba anderzijds;
2. steunt deze akkoorden en zal de uitvoering ervan in de gaten houden;
3. roept de partijen en de VN-lidstaten op om mee te werken aan de uitvoering;
4. vraagt de secretaris-generaal om de Veiligheidsraad op de hoogte te houden over de uitvoering van deze resolutie.

## Verwante resoluties
- Resolutie 623 Veiligheidsraad Verenigde Naties (1988)
- Resolutie 626 Veiligheidsraad Verenigde Naties (1988)
- Resolutie 629 Veiligheidsraad Verenigde Naties
- Resolutie 632 Veiligheidsraad Verenigde Naties

Lijst ·  627 ·  628 ·  629 ·  630 ·  631 ·  632 ·  633 ·  634 ·  635 ·  636 ·  637 ·  638 ·  639 ·  640 ·  641 ·  642 ·  643 ·  644 ·  645 ·  646